# Ion Caramitru
Ion Caramitru (născut Ion-Horia-Leonida Caramitru; n. 9 martie 1942, București, România – d. 5 septembrie 2021, București, România) a fost un actor de teatru și film, regizor și politician român. A fost ministru al culturii între 1996 și 2000, în cabinetul Victor Ciorbea. A fost căsătorit cu actrița Micaela Caracaș și a avut trei băieți: Ștefan, Andrei și Matei Caramitru. A fost președinte al UNITER din 1990, iar începând cu anul 2005 a fost directorul Teatrului Național din București.

## Biografie

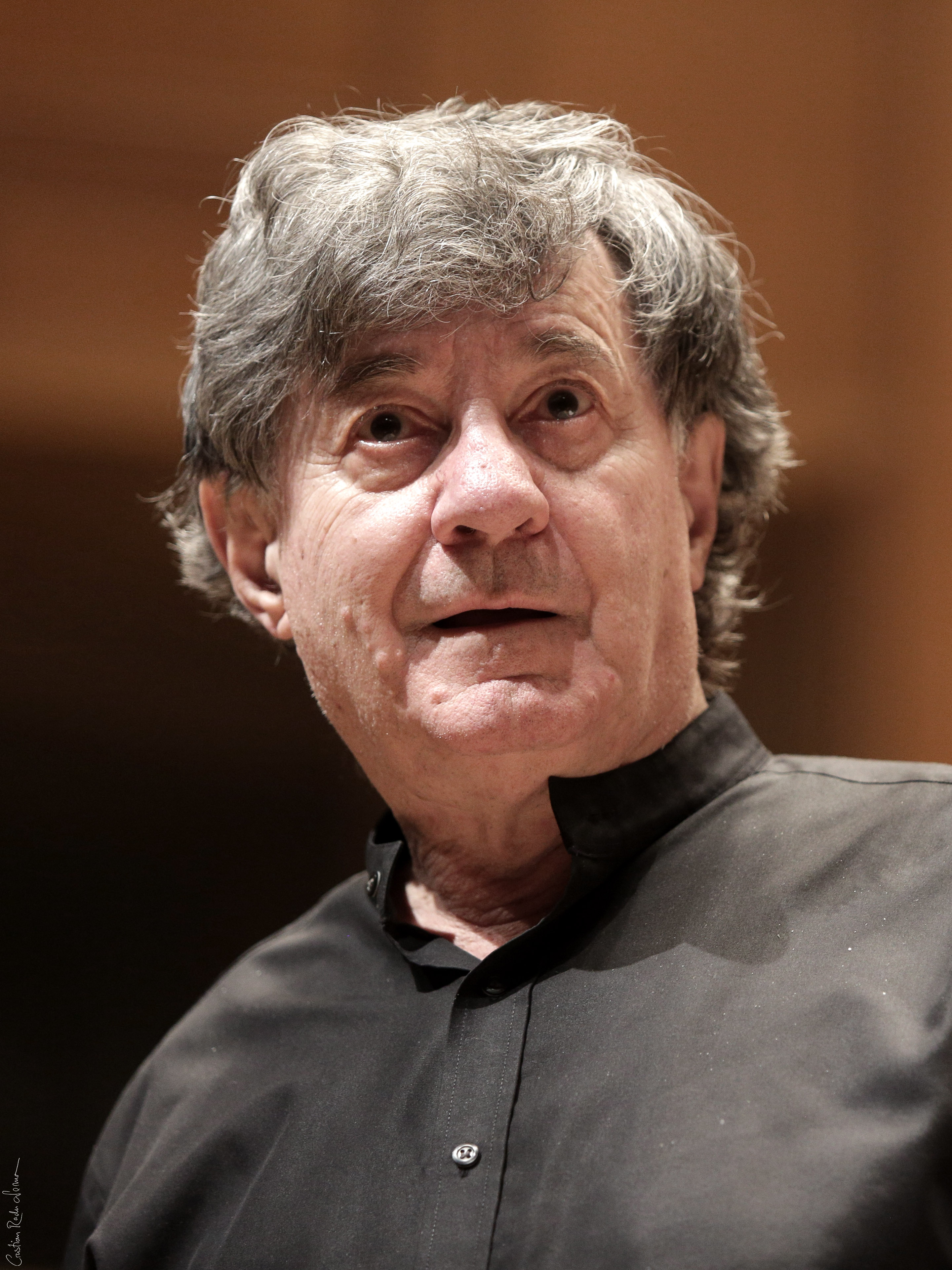
Ion Caramitru în 2017

### Primii ani și cariera în actorie
S-a născut în București într-o familie de aromâni originari din Munții Pindului. Despre tatăl său, actorul spune că a stat aproape nouă ani, în trei etape, în închisoarea comunistă, sub acuzația de mic burghez, ascunzător de valori, după naționalizare.
În 1960 s-a înscris la Institutul de Artă Teatrală și Cinematografică, secția regie însă, chiar în acel an secția de regie se desființează astfel încât a rămas student la actorie, în ideea ca actoria îi va prinde bine atunci când va deveni regizor. Caramitru a absolvit Institutul de Artă Teatrală și Cinematografică I.L. Caragiale, clasa profesor Beate Fredanov, în 1964, debutând cu un an mai devreme la Teatrul Bulandra - cu rolul principal în Hamlet de William Shakespeare. Și-a continuat angajamentul la teatrul Bulandra un timp, jucând și în spectacole la Teatrul Național București și în diverse alte teatre.
Caramitru a fost protagonist într-o serie de producții teatrale ale unor regizori precum: Liviu Ciulei, Moni Ghelerter, Andrei Șerban, Silviu Purcărete, Sanda Manu, Cătălina Buzoianu, Alexandru Tocilescu și Sică Alexandrescu (jucând în piese precum Steaua fără nume de Mihail Sebastian, Moartea lui Danton de Georg Büchner, Oresteia de Eschil, Un tramvai numit dorință de Tennessee Williams, Mincinosul de Carlo Goldoni și în multe piese ale lui Shakespeare). Ca regizor de teatru, operă și operetă, Caramitru a pus în scenă lucrări de Frederick Loewe  (My Fair Lady), Marin Sorescu (A treia țeapă), Benjamin Britten (Micul coșar), Aleksei Nikolaevici Arbuzov (Minciuna), și Shakespeare (Neguțătorul din Veneția); adaptările sale la La Tragédie de Carmen a lui Peter Brook și Eugene Onegin de Piotr Ilici Ceaikovski au fost găzduite de Grand Opera House din Belfast, Irlanda de Nord.
Caramitru a jucat în peste 40 de filme de lung metraj, făcându-și debutul cu un rol secundar în Pădurea spânzuraților în regia lui Ciulei (1964). Printre cele mai cunoscute roluri sunt Romache în Diminețile unui băiat cuminte (1966), Gheorghidiu în Între oglinzi paralele (1978), Ștefan Luchian în Luchian (1981) și Socrate în seria Liceenii (1985-1987). Pentru rolul din Luchian, regizat de Nicolae Mărgineanu, i-a fost decernat Premiul Special al Juriului în cadrul Festivalului Național al Filmului din 1984. Mai târziu, Caramitru a jucat roluri minore în filme străine: el a fost anarhist în 1991 în Kafka, Tatevski în Citizen X (1995), Zozimov în Mission: Impossible (1996), contele Fontana în Amen. (2002) și un imigrant bulgar în Irlanda în Adam & Paul (2004).
Pentru munca sa în stabilirea legăturilor culturale britanico-române, Caramitru a fost numit ofițer al Ordinului Imperiului Britanic. În 1997, ministerul culturii franceze i-a acordat titlul de Chevalier des Arts et des Lettres.
În mai 2005, el a câștigat concursul pentru funcția de director al Teatrului Național București, înlocuindu-l pe Dinu Săraru, pe care l-a condus până la moartea sa în septembrie 2021. Ca semn al aprecierii pentru întreaga sa activitate, în 2012 a primit o stea pe Aleea Celebrităților – Walk of Fame, din Piața Timpului din Bucuresti.

### UNITER
La 19 februarie 1990, odată cu constituirea Uniunii Teatrale Române — UNITER, Consiliul de conducere al acesteia l-a ales ca președinte pe Ion Caramitru. Gala UNITER, prezentată în fiecare an de Caramitru, este unul dintre cele mai importante evenimente culturale din România.

## Cariera politică

#### Revoluție
Caramitru a intrat în viața politică ca oponent al regimului comunist în timpul Revoluției Române din 1989. La 22 decembrie 1989, după ce președintele Nicolae Ceaușescu a părăsit Bucureștiul, Caramitru și cunoscutul scriitor disident Mircea Dinescu s-au alăturat mulțimii care ocupa clădirea Televiziunii Române ajungând un personaj central al Revoluției în direct, anunțând căderea regimului Ceaușescu.
Un zvon popular care a circulat imediat spunea că, fără să știe că a fost filmat, Caramitru i s-a adresat lui Dinescu spunând: "Mircea, fă-te că lucrezi!"; această versiune a evenimentelor poate să fi început ca o defăimare de către adversarii politici, cu scopul de a indica faptul că Revoluția era un front atent pus în scenă pentru o lovitură de stat. Potrivit cercetării lui Alex Mihai Stoenescu, în ciuda faptului că a trecut în folclorul contemporan, o astfel de expresie nu a fost rostită; în schimb, cuvintele folosite au fost "Mircea, arată că lucrezi", la care Dinescu a răspuns "La un apel" ("[Lucrez] la un apel [către popor]") - indicând mai degrabă nepregătirea lor și preocuparea lor de a redacta rapid un document adecvat.
Între 9 februarie și 20 mai 1990 a fost vicepreședinte al Consiliul Provizoriu de Uniune Națională (CPUN).

#### FSN și CDR
A fost membru al Frontului Salvării Naționale (FSN), guvernul format în jurul lui Ion Iliescu, unde a fost responsabil de Cultură. După alegerile din 1990, când FSN a devenit un partid politic, s-a retras în semn de protest, argumentând că gruparea Iliescu încerca să folosească puterea executivă și prestigiul pentru a monopoliza puterea (gestul a fost precedat de demisia altor intelectualii prezenți în Consiliul FSN, inclusiv Doina Cornea și Ana Blandiana). Deja membru al Alianței Civice, s-a alăturat Partidului Național Țărănesc Creștin și Democrat, care s-a angajat în opoziție față de FSN și a devenit ministru al Culturii după ce coaliția CDR a câștigat alegerile din 1996, în guvernele Victor Ciorbea, Radu Vasile, Mugur Isărescu.
În urma înfrângerii la alegerile din 2000 și a dezbinării partidului, el a rămas membru al unei aripi PNȚ, Partidul Popular Creștin Democrat (PPCD). Caramitru s-a opus liderului PPCD Gheorghe Ciuhandu pe mai multe motive, printre care fuziunea cu Uniunea pentru Reconstrucția României; a susținut o reconciliere cu fostul președinte Constantinescu, și s-a numărat printre membrii PPCD care s-au declarat alarmați de posibilitatea ca Ioan Talpeș să se alăture partidului (Talpeș, care a părăsit PSD, a fost șef al Serviciului de Informații Externe al României în perioada 1992-1997). În februarie 2006, el și-a dat demisia ca vicepreședinte al PPCD.

#### Alte cauze
În 2003, argumentând că acordarea diplomelor și privilegiilor revoluționare devenise un instrument de corupție, Caramitru împreună cu alți revoluționari și disidenți (Victor Rebengiuc, Dan Pavel, Radu Filipescu și Costică Canacheu) au format organizația non-guvernamentală Asociației revoluționarilor fără privilegii..
Figură remarcabilă în cadrul comunității aromâne, Caramitru a reînființat Societatea de Cultură Macedo-Română, care este în prezent implicată într-o dezbatere cu Comunitatea Aromână din România (CAR): Caramitru și suporterii lui susțin că aromânii sunt o ramură a românilor, în timp ce CAR susține recunoașterea lor ca minoritate etnică (cu reprezentare automată în Parlamentul României).
În 2006, în timpul vizitei în Moldova, Caramitru a susținut că Moldova este încă o parte a României, acest lucru ducând la un conflict diplomatic între România și Moldova, iar Caramitru a fost declarat persona non grata în Moldova.
În contextul pandemiei de COVID-19, a susținut informal campania de vaccinare a populației României. S-a vaccinat în 2021 și a declarat că „cei care anunță că nu fac vaccinul sunt niște oameni lipsiți de logică sau au alte interese”. În luna mai 2021, Teatrul Național, condus de Ion Caramitru a organizat spectacolul Dineu cu proști, la care au fost acceptați doar spectatori vaccinați. Acest eveniment a stârnit o manifestație în fața Teatrului Național în care instituția a fost acuzată de discriminare de către protestatarii cu mesaje anti-vaccinare.

## Teatrografie

### Actor
- Hamlet - „Hamlet” de William Shakespeare, regia Costache Antoniu, Studioul Casandra, 1963
- Profesorul - „Steaua fără nume” de Mihail Sebastian, regia Costache Antoniu, Studioul Casandra, 1964
- Eminescu - „Eminescu” de Mircea Ștefănescu, regia Sică Alexandrescu, 1964
- Perdican - „Să nu te joci cu dragostea” de Alfred de Musset, regia Moni Ghelerter, 1964
- Mircea Basarab - „Vicarul” de Alexandru Davila, regia Sică Alexandrescu, 1965
- Vânzător de ziare - „Un tramvai numit dorință” de Tennessee Williams, regia Liviu Ciulei, 1965
- Herault - „Moartea lui Danton” de Georg Büchner, regia Liviu Ciulei, 1966
- Bota - „Procesul Horia” de Alexandru Voitin, regia Liviu Ciulei, 1967
- Romeo - „Romeo și Julieta” de William Shakespeare, regia Val Mugur, 1967
- Cezar - „Iulius Cezar” de William Shakespeare, regia Andrei Șerban, 1968
- Malcolm - „Macbeth” de William Shakespeare, regia Liviu Ciulei, 1968
- Tommy - „Photo Finish” de Peter Ustinov, regia Petre Sava Băleanu, 1969
- Leonce - „Leonce și Lena” de Georg Büchner, regia Liviu Ciulei, 1970
- Lelio - „Mincinosul” de Carlo Goldoni, regia Sanda Manu, 1971
- Riccardo - „Vicarul” de Rolf Hochhuth, regia Radu Penciulescu, 1972
- Feste - „A douăsprezecea noapte” de William Shakespeare, regie colectivă, 1973
- Bacon - „Elisabeta I” de Paul Foster, regia Liviu Ciulei, 1974
- Actorul - „Azilul de noapte” de Maxim Gorki, regia Liviu Ciulei, 1975
- Pașa din Vidin - „Răceala” de Marin Sorescu, regia Dan Micu, 1977
- Ferdinand - „Furtuna” de William Shakespeare, regia Liviu Ciulei, 1978
- Pericle - „Pericle” de William Shakespeare, regia Dinu Cernescu, 1981
- Hamlet - „Hamlet” de William Shakespeare, regia Alexandru Tocilescu, 1985
- Cotrone - „Uriașii munților” de Luigi Pirandello, regia Cătălina Buzoianu, 1987
- Lelio - „Teatrul comic” de Carlo Goldoni, regia Silviu Purcărete, 1992
- Creon - „Antigona” de Sofocle, regia Alexandru Tocilescu, 1993
- Iuri Zvonariov - „Sorry” de Aleksandr Galin, regia Yuriy Kordonskiy, 2003
- Regizorul - „Șase personaje în căutarea unui autor” de Luigi Pirandello, regia Liviu Ciulei, 2005
- „Dialoguri și fantezii în jazz” - spectacol de poezie și muzică alături de Johnny Răducanu, 2006
- Eduard al III-lea - „Eduard al III-lea” de William Shakespeare, regia Alexandru Tocilescu, 2008
- Macbeth - „Macbeth” de William Shakespeare, regia Radu Penciulescu (11.04.2011)[26]
- Pierre - „Dineu cu proști” de Francis Veber, regia Ion Caramitru, 2012
- Prospero - „Furtuna” după William Shakespeare, regia Alexander Morfov, 2014
- Viktor Rizenghevici - „UFO” de Ivan Vyrypaev, regia Bobi Pricop, 2017
- Shylock - „Neguțătorul din Veneția” de William Shakespeare, regia Alexander Morfov, 2019

### Regizor
- Amintiri de Alexei Arbuzov
- Neînsemnații de Terry Johnson
- A treia țeapă de Marin Sorescu
- Forma mesei de David Edgar
- Acasă de David Storey
- Șapte dintr-o lovitură de Lia Bugnar, 2008
- Toți fiii mei de Arthur Miller, 2009
- Tragedia lui Carmen de Georges Bizet, 2010
- Dineu cu proști de Francis Veber, 2012
- Dor de Eminescu, 2012
- Bârfe, zvonuri și minciuni de Neil Simon, 2014
- Anonimul venețian de Giuseppe Berto, 2014
- Dumnezeu se îmbracă de la second-hand de Iulian Margu, 2014
- Angajare de clovn de Matei Vișniec, 2016
- Două pe față, două pe dos de Theresa Rebeck, 2018
- Noii infractori de Edna Mazia, 2019
- My fair Lady de Alan Jay Lerner, 2021

## Filmografie
- Comoara din Vadul Vechi (1964) - argatul Ion Dohotaru
- Pădurea spînzuraților (1965) - Petre II
- Diminețile unui băiat cuminte (1967)
- Michelangelo (1968)
- Baladă pentru Măriuca (1969)
- Printre colinele verzi (1971)
- Despre o anume fericire (1973) - Liviu Filimon
- Porțile albastre ale orașului (1974) - tunarul Șerbănescu
- Robinson Crusoe (1974) - voce
- Stejar – extremă urgență (1974) - maiorul Werner von Richter
- Oaspeți de seară (1976) - Jianu
- Casa de la miezul nopții (1976)
- Dincolo de pod (1976) - preotul Codreanu
- Instanța amînă pronunțarea (1976) - Tiberiu Moga
- Trei zile și trei nopți (1976) - avocatul Dunca
- Tufă de Veneția (1977)
- Marele singuratic (1977) - pictorul Pătrașcu
- Iarba verde de acasă (1977) - profesorul Viorel Meteș
- Împușcături sub clar de lună (1977)
- Mai presus de orice (1978)
- Înainte de tăcere (1978) - Iancu
- Ecaterina Teodoroiu (1978)
- Între oglinzi paralele (1979) - Ștefan Gheorghidiu
- Regia: Liviu Ciulei (1979) - el însuși
- Rug și flacără (1980) - Bota
- Bietul Ioanide (1980) - prințul Max Hangerliu, comandant legionar
- Am fost șaisprezece (1980) - slt. Năstase
- Ancheta (1980) - Paul Blejan
- Castelul din Carpați (1981)
- Punga cu libelule (1981) - chestorul poliției
- Iată femeia pe care o iubesc (1981)
- Ștefan Luchian (1981) - Ștefan Luchian
- Lumini și umbre (1981) Partea I
- Lumini și umbre (1982) Partea II
- Galax (1984) - recitatorul poemului „Luceafărul”
- Ca-n filme (1984) - dr. Adam
- Declarație de dragoste (1985) - profesorul Socrate
- Promisiuni (1985) - Radu Costache
- Întunecare (1986) - Radu Comșa
- Liceenii (1986) - profesorul Socrate
- A doua variantă (1987)
- Extemporal la dirigenție (1988) - profesorul Socrate
- Fiul stelelor (1988) - voce
- Jute City (1991)
- Kafka (1991) - Anarhistul
- A Question of Guilt (1993)
- An Exchange of Fire (1993) - Oscar Karel
- Two Deaths (1995)
- Citizen X (1995) - Tatevsky
- Misiune Imposibilă (1996) - Zozimov
- Deep Secrets (1996) - Caine
- Amen (2002) - Contele Fontana
- Adam & Paul (2004)
- Two Point Five Billion (2008) - Bloch
- The Necessary Death of Charlie Countryman (2013) - Victor Ibanescu
- O poveste de dragoste, Lindenfeld (2013) - dr. Simon Hermann
- Vorbe, Vorbe, Vorbe (2014)
- Herman: The Man Behind the Terror (2016) - Unchiul Corneliu
- Moromeții 2 (2018) - directorul școlii
- Cufărul (2019) - Mihai Eminescu

## Premii
- Premiul revistei Cinema pentru interpretare, 1976
- Premiul Asociației Cineaștilor, 1980
- Premiul Special al Juriului pentru rolul principal din filmul Luchian, la Festivalul Național al Filmului, Costinești, 1984
- Premiul pentru întreaga activitate la Festivalul Internațional de Teatru „Actor al Europei”, Prespa, Macedonia, 2016[27]

## Decorații și distincții

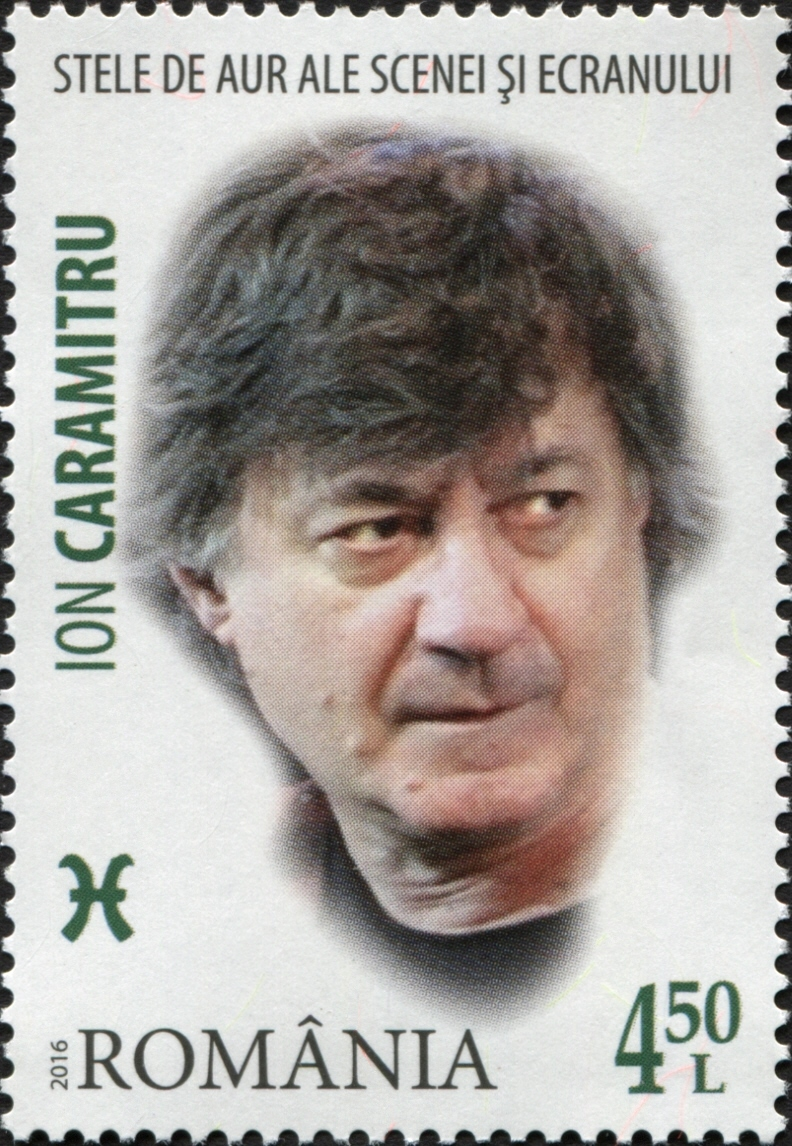
Marcă poștală din 2016

- Ofițer de Onoare al Ordinului Imperiului Britanic (decorat în 1995 de către Regina Elisabeta a-II-a a Marii Britanii și Irlandei de Nord)
- Cavaler al Ordinului Literelor și Artelor (Franța 1997)
- Ordinul pentru Merit al României în grad de Mare Cruce, 2000
- Doctor Honoris Causa al Universității de Arte "George Enescu", Iași, 2008
- Crucea Casei Regale a României[28]
- Ordinul Național „Steaua României” în grad de Cavaler, 2017[29]
- Ordinul Soarelui Răsare Arhivat în 1 septembrie 2018, la Wayback Machine., înmânat de ambasadorul Japoniei la BucureștiJ, 2017
- Cetățean de onoare al Bucureștiului, 2017[30]
- Cetățean de onoare al municipiului Ploiești, 2006[31]

### Interviuri
- "...Teatrul National a fost obedient fata de puterea neocomunista“. Interviu cu Ion CARAMITRU, Ovidiu Șimonca, Observator cultural - numărul 270, mai 2005
- Ion Caramitru, actor: „Securitatea a anchetat felul cum recitam «Glossa»“, 12 ianuarie 2012, Monica Andronescu, Adevărul
- INTERVIU CU ION CARAMITRU: "Puteai să refuzi colaborarea cu Securitatea fără să pățești nimic grav", 18 aprilie 2011, Mirela Corlățan, Evenimentul zilei
- VIDEO Ion Caramitru, actor: „Am fondat organizația subversivă «Gălușca»“, 3 septembrie 2011, Carmen Constantin, Adevărul
- VIDEO Ion Caramitru, directorul Teatrului Național București: „Ce-am făcut fără monarhie? Țara e pe dric", 7 ianuarie 2011, George Rădulescu, Adevărul
- "N-am timp sa imbatranesc!", Silvia Kerim, Formula AS - anul 2012, numărul 1015
- Doi actori la "raportul" de toamna, Silvia Kerim, Formula AS - anul 2008, numărul 837

### Interviuri despre Revoluție
- Ion Caramitru, revoluționar: „Iliescu și Brucan au creat intoxicarea cu așa-zișii teroriști“, 14 noiembrie 2011, Mihai Voinea, Cristian Delcea, Adevărul
- Ion Caramitru, revoluționar: „Mi-e jenă să revăd imaginile de la Revoluție“, 13 noiembrie 2011, Mihai Voinea, Cristian Delcea, Adevărul
- Caramitru: „Șase oameni din fosta Securitate au ajuns în fruntea PSD“, 20 noiembrie 2019, Ramona Ursu, Flavia Drăgan, Newsweek